# Buruntuma
Buruntuma ist eine Ortschaft im Osten Guinea-Bissaus mit 1.159 Einwohnern in drei Ortsteilen (Stand 2009).
Der Ort gehört zum Verwaltungssektor von Pitche.
Buruntuma ist ein Grenzort Guinea-Bissaus zum östlich und südlich liegenden, deutlich größeren Nachbarland Guinea-Conakry.
Von Buruntuma verläuft eine Straße nordwestlich nach Canquelifá und eine südwestlich nach Pitche.
Der portugiesisch-guineabissauische Afro-House-DJ und Musiker DJ Buruntuma hat sich nach dem Ort benannt.

## Geschichte
Im Portugiesischen Kolonialkrieg, der in Guinea-Bissau von 1963 bis 1974 dauerte und dort besonders intensiv geführt wurde, war auch das abgelegene Gebiet um Buruntuma Schauplatz wechselseitiger Kommandounternehmen und Belagerungen.
So kam es im Februar 1970 zu einem blutigen Angriff durch die Unabhängigkeitsbewegung PAIGC auf die kleine portugiesische Garnison in Buruntuma. In der Folge wurde das Lager durch neue portugiesische Kräfte verstärkt (insbesondere die PelCaçNat65), die zudem in der Umgebung Gegenangriffe unternahmen.